# Rolf Düsterberg
Rolf Düsterberg (* 11. Juli 1956 in Rheine) ist ein deutscher Germanist und Literaturhistoriker. Er publiziert hauptsächlich über nationalsozialistische Literatur bzw. Kriegsliteratur des Zweiten Weltkrieges.

## Wissenschaftliche Laufbahn
Düsterberg wurde 1988 mit der Arbeit „Die gedrukte Freiheit“. Oskar Panizza und die „Zürcher Diskußjonen“ promoviert. Im Jahr 1999 erfolgte seine Habilitation mit dem Titel Soldat und Kriegserlebnis. Deutsche militärische Erinnerungsliteratur (1945–1961) zum Zweiten Weltkrieg. Seit 2002 hat Düsterberg eine außerplanmäßige Professur an der Universität Osnabrück im Fachbereich Sprach- und Literaturwissenschaft inne.

## Veröffentlichungen (Auswahl)
- „Die gedrukte Freiheit“. Oskar Panizza und die „Zürcher Diskußjonen“. Diss. Lang, Bern u. a. 1988.
- Probleme der Kriegsliteraturforschung. Lösungsansätze mit Hilfe einer kognitiv-empirischen Literaturwissenschaft. In: Zeitschrift für Germanistik. Neue Folge (1992) II, H. 1, S. 90–100.
- Masse und Elite. Krieg, Wehrmacht und Nationalsozialismus in Curt Hohoffs Woina – Woina (1951). In: Hans Wagener (Hrsg.): Von Böll bis Buchheim. Deutsche Kriegsprosa nach 1945 (= Amsterdamer Beiträge zur Neueren Germanistik. Band 42). Rodopi, Amsterdam 1997, S. 155–181.
- Soldat und Kriegserlebnis. Deutsche militärische Erinnerungsliteratur (1945–1961) zum Zweiten Weltkrieg. Motive, Begriffe, Wertungen. Niemeyer, Tübingen 2000.
- Wilhelm Hauffs ‚opportunistische‘ Judenfeindschaft. In: Zeitschrift für deutsche Philologie 119 (2000), H. 2, S. 190–212.
- Gesegnete Vergänglichkeit. Hanns Johsts literarische ‚Vergangenheitsbewältigung‘. In: Zeitschrift für deutsche Philologie 120 (2001), H. 4, S. 590–611.
- Hanns Johst – „Der Barde der SS“. Karriere eines deutschen Dichters. Paderborn 2004.

### Herausgebertätigkeit (Auswahl)
- Dichter für das „Dritte Reich“. Biografische Studien zum Verhältnis von Literatur und Ideologie. Sechs Bände, Aisthesis Verlag, Bielefeld 2009, 2011, 2015, 2018, 2020, 2022.
- gemeinsam mit Thomas Schneider und Tilman Westphalen: Krieg und Literatur / War and Literature. Internationale Beiträge zur Erforschung der Kriegs- und Antikriegsliteratur. Selbstverlag, Osnabrück; erschien bis 1995 jährlich in zwei Ausgaben, seit 1995 als Jahrbuch.
- gemeinsam mit Siegfried Hummel, Tilman Westphalen und Peter Niebaum (Autor): Ein Gerechter unter den Völkern. Hans Calmeyer in seiner Zeit (1903–1972). Rasch, Osnabrück 2001 (2. erw. Aufl., Bramsche 2003), ISBN 3-934005-95-0.